# Rivolta contadina in Albania
La rivolta contadina in Albania, o rivolta musulmana in Albania, fu una sollevazione di contadini dell'Albania centrale, in gran parte musulmani, contro il regime del principe Guglielmo di Wied durante il 1914, e fu una delle ragioni per cui il principe si ritirò presto dal governo del paese segnando la caduta dell'effimero Principato d'Albania. La rivolta venne guidata dai capi musulmani Haxhi Qamili, Arif Hiqmeti, Musa Qazimi e Mustafa Ndroqi. Dopo un'amnistia totale, i ribelli chiesero il ritorno dell'Albania sotto la sovranità del sultano dell'Impero ottomano.

## Sfondo

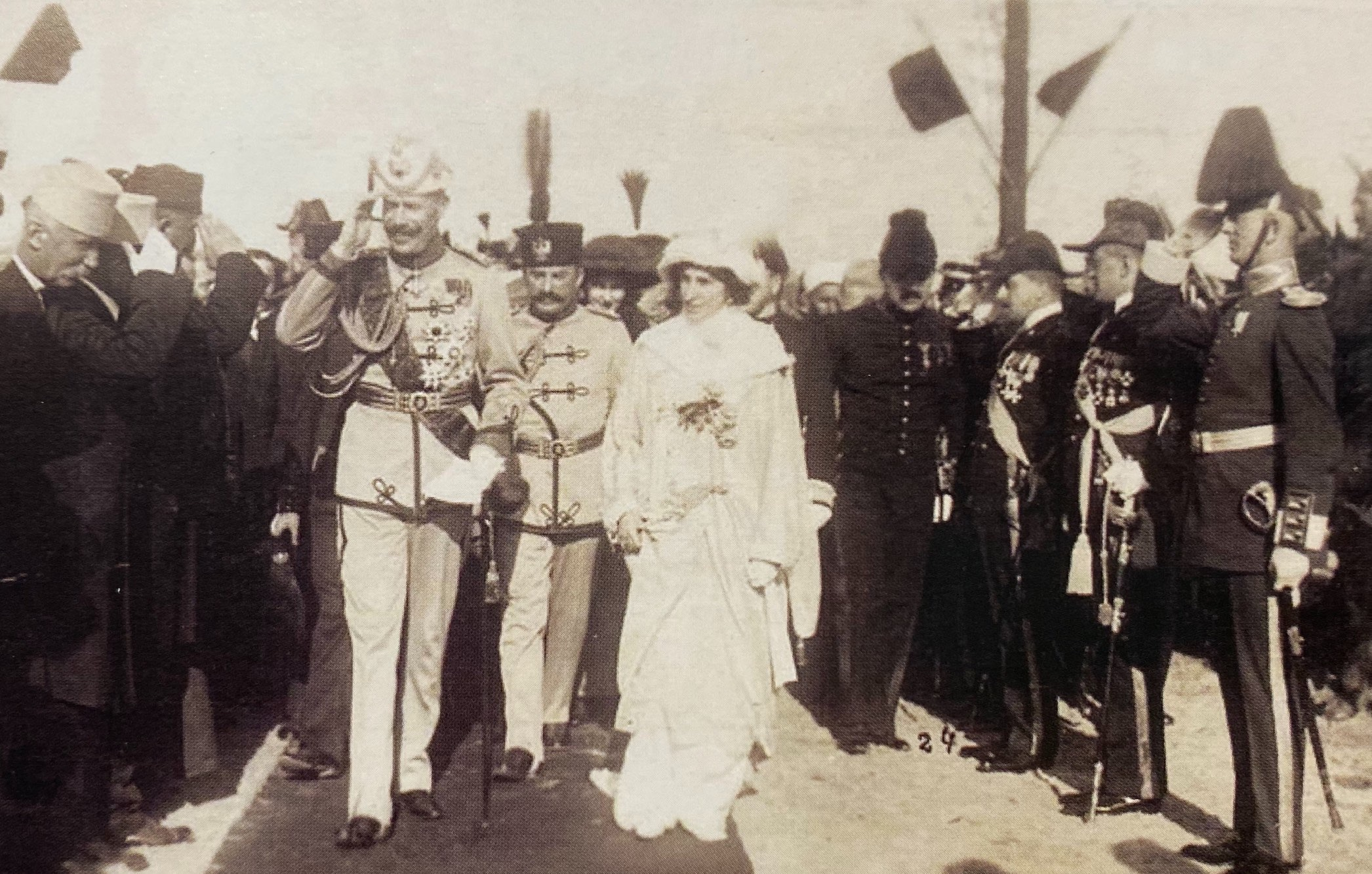
Il principe Guglielmo e sua moglie Sofia all'arrivo in Albania, il 7 marzo 1914

Il principe Guglielmo di Wied aveva preso il trono del Principato d'Albania il 7 marzo 1914, e ben presto dovette fronteggiare una situazione politica caotica, sia all'interno del paese che con i paesi vicini. Sulla base del Trattato di Londra siglato il 30 marzo 1913 le Grandi Potenze si risolsero il 29 luglio di quello stesso anno a fondare la Gendarmeria Internazionale perché si prendesse cura dell'ordine pubblico e della sicurezza del territorio da poco riconosciuto come Principato d'Albania (1914-1925). Sulle medesime basi, le Grandi Potenze istituirono anche la Commissione Internazionale di Controllo il 15 ottobre 1913, affinché essa assumesse l'amministrazione del nuovo Stato albanese sino alla risistemazione delle istituzioni politiche.
Il principe Guglielmo di Wied dovette confrontarsi con una situazione politica difficile:
1. Essad Pasha Toptani, che dominava il nuovo governo del Principato d'Albania (1914-1925) essendo sia ministro dell'interno che ministro della guerra. Scegliendo di risiedere a Durazzo invece che a Scutari, il principe di Wied era completamente alla mercé di Essad Pasha.[9]
2. la Commissione Internazionale di Controllo ed i consiglieri stranieri che continuavano ad avere grande autorità ed autonomia di azione
3. i rappresentanti dell'Impero austro-ungarico e dell'Italia
4. la resistenza dei distretti meridionali del principato che ottennero un'amministrazione speciale col Protocollo di Corfù
5. i combattimenti tra le forze al controllo di Essad Pasha Toptani e quelle del Governo Provvisorio d'Albania[9]
6. la grande rivolta contadina e musulmana favorevole al ritorno dell'area sotto l'amministrazione ottomana.

Nel Principato d'Albania (1914-1925) si trovavano numerosi gruppi armati durante il governo del principe Guglielmo:
1. la Gendarmeria Internazionale sotto il controllo della Commissione Internazionale di Controllo e del principe Guglielmo
2. bande irregolari guidate da capi locali
3. fuorilegge nativi
4. fuorilegge bulgari (detti Komitadjis)
5. ribelli greci dall'Epiro settentrionale
6. contadini ribelli dell'Albania centrale
7. la gendarmeria personale di Essad Pasha
8. volontari dal Kosovo guidati da Isa Boletini[11]
9. volontari cattolici mirdizi dalle montagne settentrionali al comando di Prênk Bibë Doda[12]

Essad Pasha Toptani, in quanto ministro della guerra e dell'interno, era contrario a soluzioni pacifiche del problema rispetto alla Dichiarazione d'indipendenza nord epirota del 28 febbraio 1914. Egli si oppose alla Commissione Internazionale di Controllo che credeva che il problema potesse essere risolto per vie diplomatiche. Il principe ed il suo gabinetto di governo accettarono la proposta di Essad Pasha per una decisiva soluzione militare. Intenzionati ad incrementare la forza militare del principato d'Albania, lo Stato acquistò dall'Italia diversi fucili e molte mitragliatrici e armi pesanti dall'Austria da distribuire alla popolazione dell'Albania centrale.

## Eventi

### L'idea degli albanesi pro-ottomani

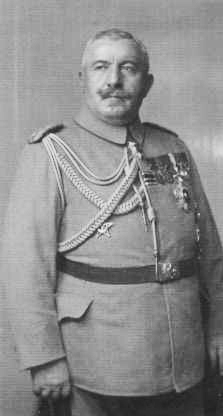
Ahmed İzzet Pasha

Nel novembre del 1913 le forze albanesi pro-ottomane avevano offerto il trono del principato albanese al ministro della guerra ottomano (di origini albanesi), Izzet Pasha. L'Impero ottomano aveva inviato agenti per incoraggiare la rivolta nella speranza di poter restaurare la sovranità ottomana sull'Albania. Izzet Pasha inviò il maggiore Beqir Grebenali, altro originario albanese, come uno dei capi rappresentanti della rivolta dell'Albania. Il Governo Provvisorio d'Albania sotto il controllo di Ismail Qemali catturò e giustiziò il maggiore Beqir Grebenali. Questo atto volutamente provocatorio del governo di Qemali portò le Grandi Potenze e la Commissione Internazionale di Controllo a forzare Qemali ad abbandonare l'Albania. A quel tempo la Commissione non era in grado di forzare Essad Pasha a lasciare l'Albania.

### La rivolta

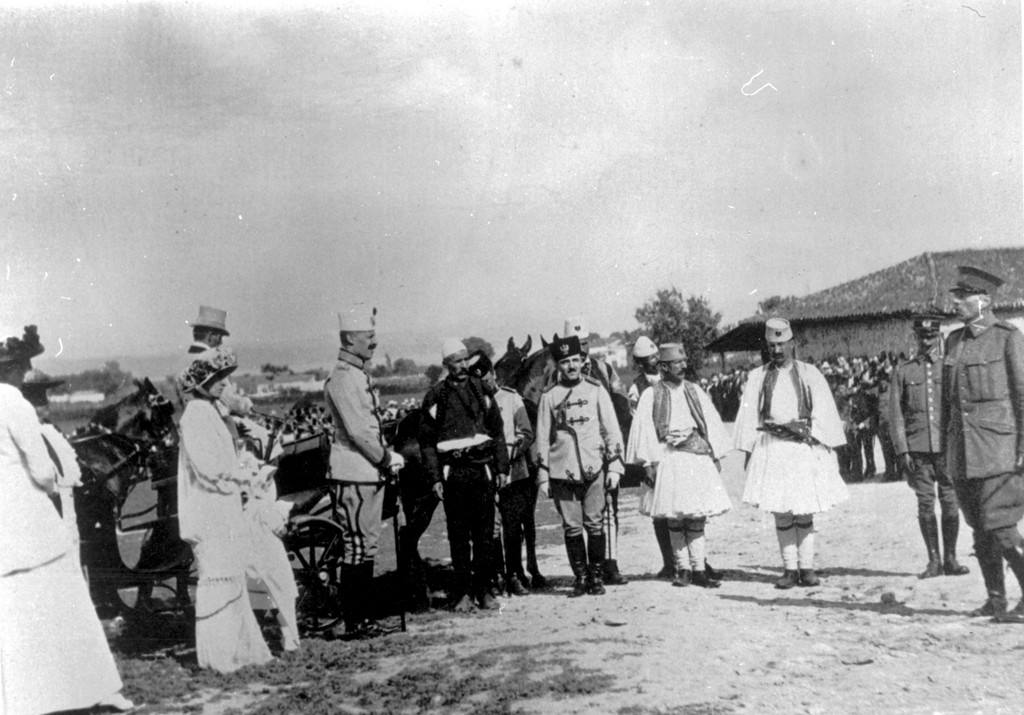
Il principe Guglielmo di Wied, Isa Boletini ed alcuni ufficiali della Gendarmeria Internazionale: Duncan Heaton-Armstrong ed il colonnello Thomson presso Durazzo nel giugno 1914.

I contadini favorevoli al governo ottomano credevano che il nuovo regime del Principato d'Albania (1914-1925) fosse di fatto sotto il diretto controllo delle Grandi Potenze, tutte e sei cristiane, e dei proprietari terrieri che amministravano a mo' di feudo le loro terre agricole. La rivolta venne guidata dai capi musulmani Haxhi Qamili, Arif Hiqmeti, Musa Qazimi e Mustafa Ndroqi. Questo gruppo di imam musulmani gravitava attorno ad Essad Pasha Toptani che si era autoproclamato il salvatore dell'Albania e dell'Islam.
Dopo aver ricevuto la notizia che centinaia di ribelli circondavano Shijak il 17 maggio (a soli 10 km da Durazzo), Essad Pasha Toptani venne accusato di fomentare una rivolta contro Guglielmo di Wied. Egli venne esiliato in Italia il 20 maggio successivo, senza processo. In Italia, egli venne ricevuto con grandi onori sia dai rappresentanti italiani che da quelli austriaci che giocarono grandi ruoli negli intrighi attorno alla rivolta.
Il caos e le rivolte si affievolirono dopo l'esilio di Essad Pasha. Intenzionato ad avere il supporto dei volontari cattolici delle regioni montuose del nord, il principe Guglielmo di Wied nominò il loro capo, Prênk Bibë Doda, quale suo ministro degli esteri nel Principato d'Albania (1914-1925). La Gendarmeria Internazionale raggruppò anche Isa Boletini ed i suoi uomini, in gran parte provenienti dal Kosovo. I gendarmi olandesi assieme ai miridizi cattolici del nord tentarono di riprendere Shijak, ma quando vennero ai primi scontri coi ribelli il 23 maggio, essi vennero circondati e catturati, con il conseguente invio di un nuovo contingente da Durazzo col preciso scopo di liberare i prigionieri. I ribelli lanciarono un attacco diretto a Durazzo con tutte le forze disponibili. La popolazione di Durazzo cadde nel panico ed il principe e la sua famiglia fuggirono verso una nave italiana ancorata nella baia.
Quella sera stessa i ribelli rilasciarono gli ufficiali olandesi e li inviarono al principe di Wied con le loro richieste:
- amnistia totale
- ritorno dell'Albania sotto la sovranità del sultano dell'Impero ottomano

Il principe di Wied nominò il colonnello Thomson quale comandante della difesa di Durazzo. Questi venne ucciso il 15 giugno successivo proprio durante un attacco dei ribelli. Durante le settimane successive gli ufficiali olandesi vennero quasi tutti catturati dai ribelli albanesi. I ribelli presero anche la città di Berat il 12 luglio e Valona, senza combattere, il 21 agosto.
Ad appena una settimana di distanza dalla partenza del principe Guglielmo di Wied da Durazzo il 3 settembre 1914, scoppiò un'altra violenta rivolta. I ribelli strinsero d'assedio Durazzo, imprigionando i sostenitori del principe di Wied, intenzionati a richiamare un principe musulmano sul trono ed a stabilire un senato per l'Albania centrale. Gli insorgenti levarono sulla città la bandiera dell'Impero ottomano. Gran parte della popolazione vivente nelle aree a nord ed a sud dell'Albania si dissociò da questo atto e dalla creazione di un senato per l'Albania centrale, intenzionati comunque ad avere un governo che fosse nazionale.

## Conseguenze
Gli ufficiali olandesi vennero gradualmente rimpiazzati con ufficiali austroungarici e tedeschi, i primi tra i quali giunsero a Durazzo il 4 luglio di quell'anno. Presto scoppiò anche la prima guerra mondiale dal 4 agosto 1914 e gran parte degli ufficiali olandesi fece spontaneo ritorno nei Paesi Bassi. Nell'autunno del 1914, Essad Pasha decise di accettare l'invito rivoltogli dal senato dell'Albania centrale a fare ritorno in Albania per prendere il potere dello Stato. In un primo momento, egli dovette provvedere alle problematiche finanziarie del suo governo. Successivamente egli si spostò verso Niš, nel Regno di Serbia, dove lui col primo ministro serbo Pašić siglarono un trattato segreto di alleanza tra i due paesi datato al 17 settembre 1914. Nell'ottobre del 1914 Essad Pasha fece ritorno in Albania. Col supporto di Italia e Serbia per la parte economica, egli fu in grado con le proprie forze di prendere Dibër e l'Albania interna oltre a Durazzo.